# Julen Amarika
Amarika  Arteagoitia est un nom espagnol. Le premier nom de famille, en général paternel, est Amarika ; le second, en général maternel, souvent omis, est Arteagoitia.
Julen Amarika Arteagoitia, né le 1er novembre 1995 à Loiu (Pays basque), est un coureur cycliste espagnol.

## Biographie
En 2015, Julen Amarika intègre le club basque Café Baqué-Conservas Campo pour ses débuts espoirs (moins de 23 ans). Il évolue ensuite pendant deux saisons au sein de la nouvelle équipe Aldro, dirigée par Manolo Saiz. Sous les ordres de ce dernier, il remporte à deux reprises le Zumaiako Saria, course inaugurale du circuit basco-navarrais,. Il connait également ses premières sélections en équipe d'Espagne espoirs en 2017. 
En 2018 en 2019, il court avec le club de Pampelune Telco'm Ederlan. Toujours actif chez les amateurs, il s'impose à cinq reprises et obtient diverses places d'honneur, notamment dans des courses au Pays basque.

## Palmarès
- 2016
  - Zumaiako Saria
  - 2e du Circuito Nuestra Señora del Portal
- 2017
  - Zumaiako Saria
  - 2e du Gran Premio San José
- 2018
  - 5e étape du Tour de Navarre
  - Gran Premio San Antonio
  - 2e étape de la Vuelta a Vetusta
  - 2e du Circuito Aiala
  - 3e de la Leintz Bailarari Itzulia
- 2019
  - 2e étape du Gran Premi Vila-real
  - Circuit d'Escalante
  - 3e du Circuito Aiala